# Tangara parzudakii
A Tangara parzudakii  a madarak osztályának verébalakúak (Passeriformes) rendjébe és a tangarafélék (Thraupidae) családjába tartozó  faj.

## Rendszerezése
A fajt Frédéric de Lafresnaye francia ornitológus írta le 1843-ban, a Tanagra nembe Tanagra Parzudakii néven.

## Alfajai
- Tangara parzudakii lunigera (Sclater, 1851)
- Tangara parzudakii parzudakii (Lafresnaye, 1843)
- Tangara parzudakii urubambae J. T. Zimmer, 1943[2]

## Előfordulása
Dél-Amerikában, az Andok hegységben, Kolumbia, Ecuador, Peru és Venezuela területén honos. Természetes élőhelyei a szubtrópusi és trópusi hegyi esőerdők. Állandó, nem vonuló faj.

## Megjelenése
Testhossza 15 centiméter, testtömege 25-31 gramm.
|  |

## Életmódja
Gyümölcsökkel és ízeltlábúakkal táplálkozik.

## Természetvédelmi helyzete
Az elterjedési területe nagy, egyedszáma viszont csökken, de még nem éri el a kritikus szintet. A Természetvédelmi Világszövetség Vörös listáján nem fenyegetett fajként szerepel.